# ریچ ماینر
ریچ مینر (به انگلیسی: Rich Miner) یکی از پایه‌گذاران اندروید به همراه سه تن از همکارانش بود. سرانجام اندروید به گوگل فروخته شد و

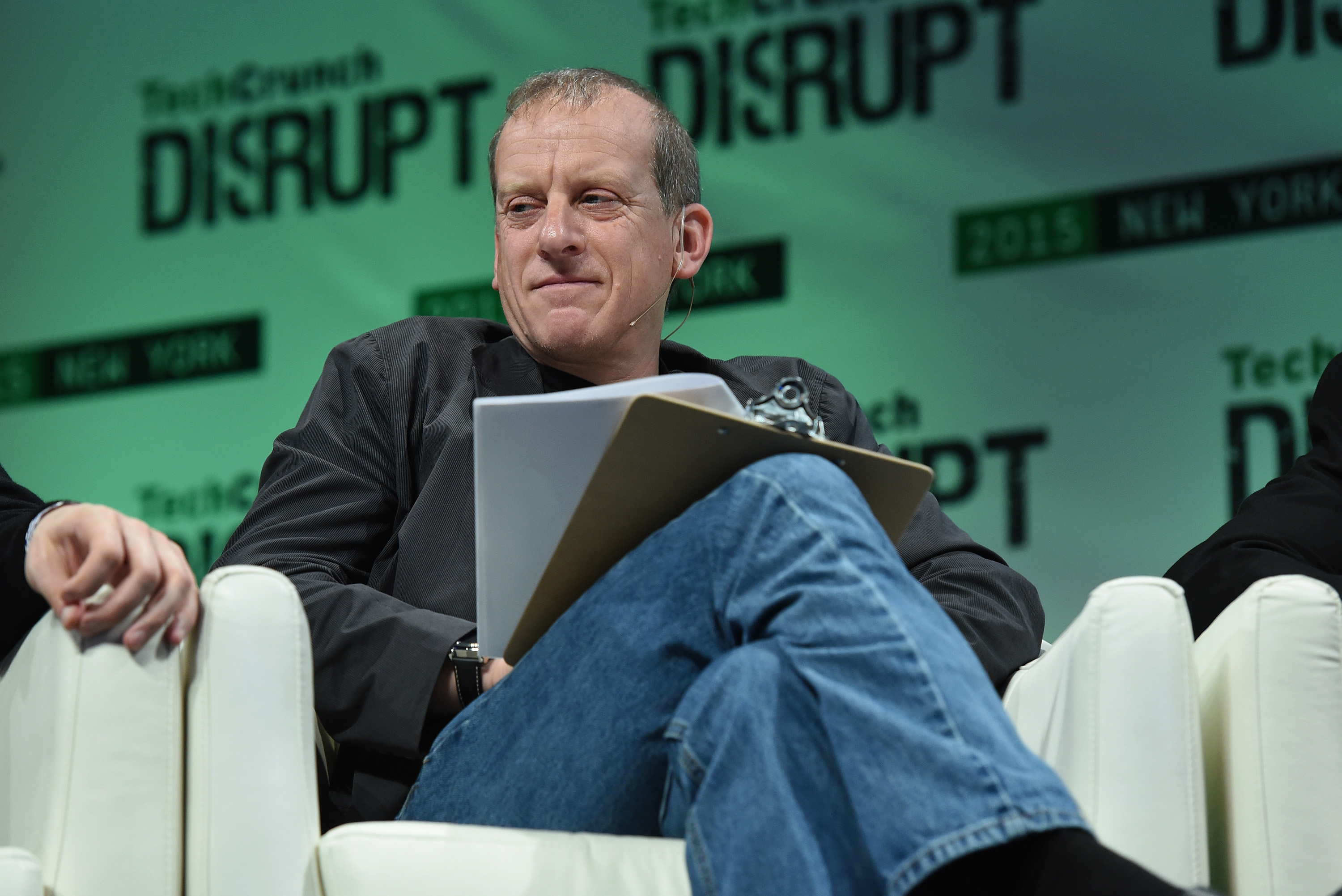

گوگل آن را تا حد زیادی گسترش داد.